# BAIC Senova D50
BAIC Senova D50 – samochód osobowy klasy kompaktowej produkowany pod chińską marką BAIC w latach 2014–2020.

## Pierwsza generacja

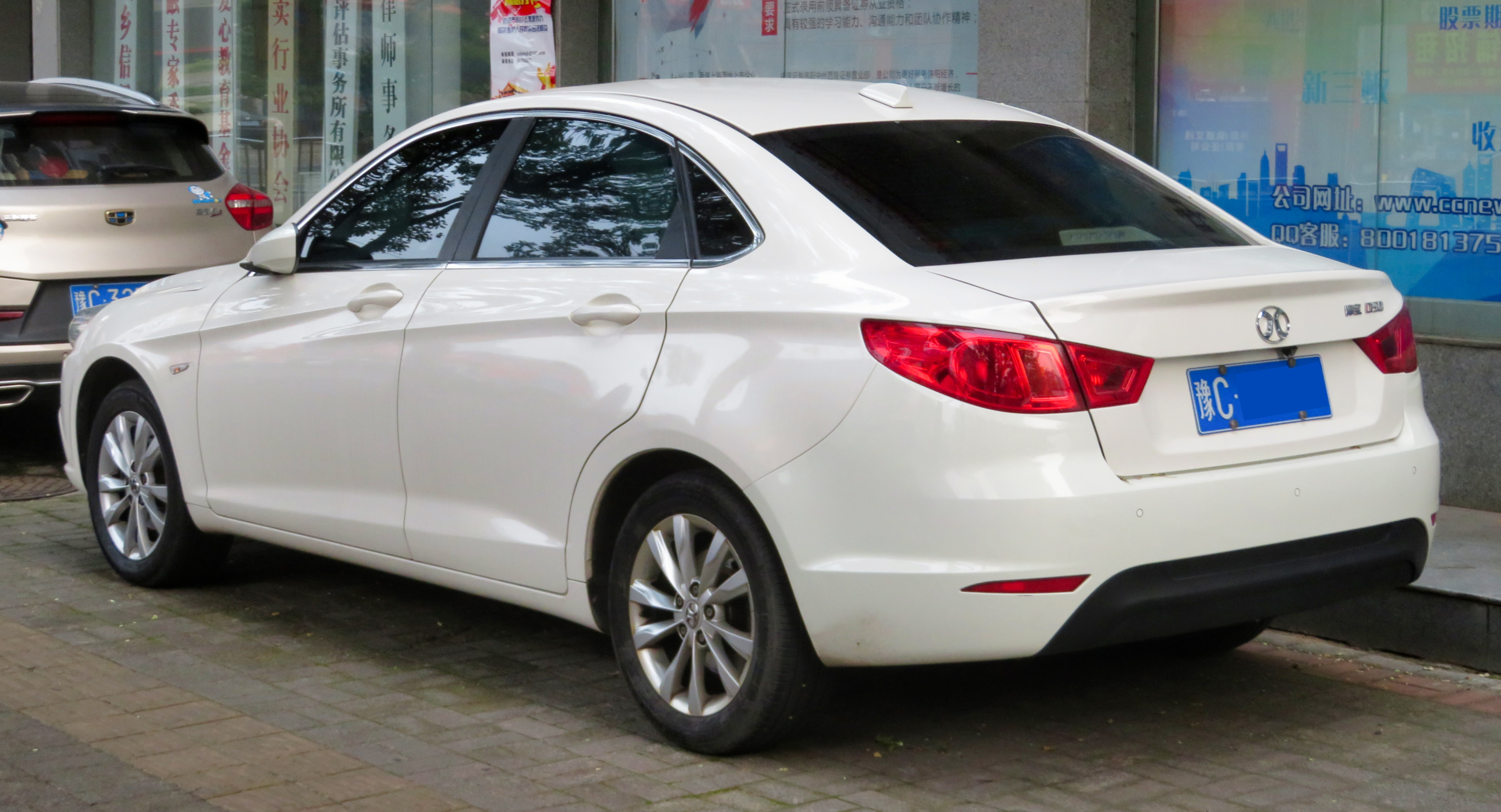
BAIC Senova D50 I - tył

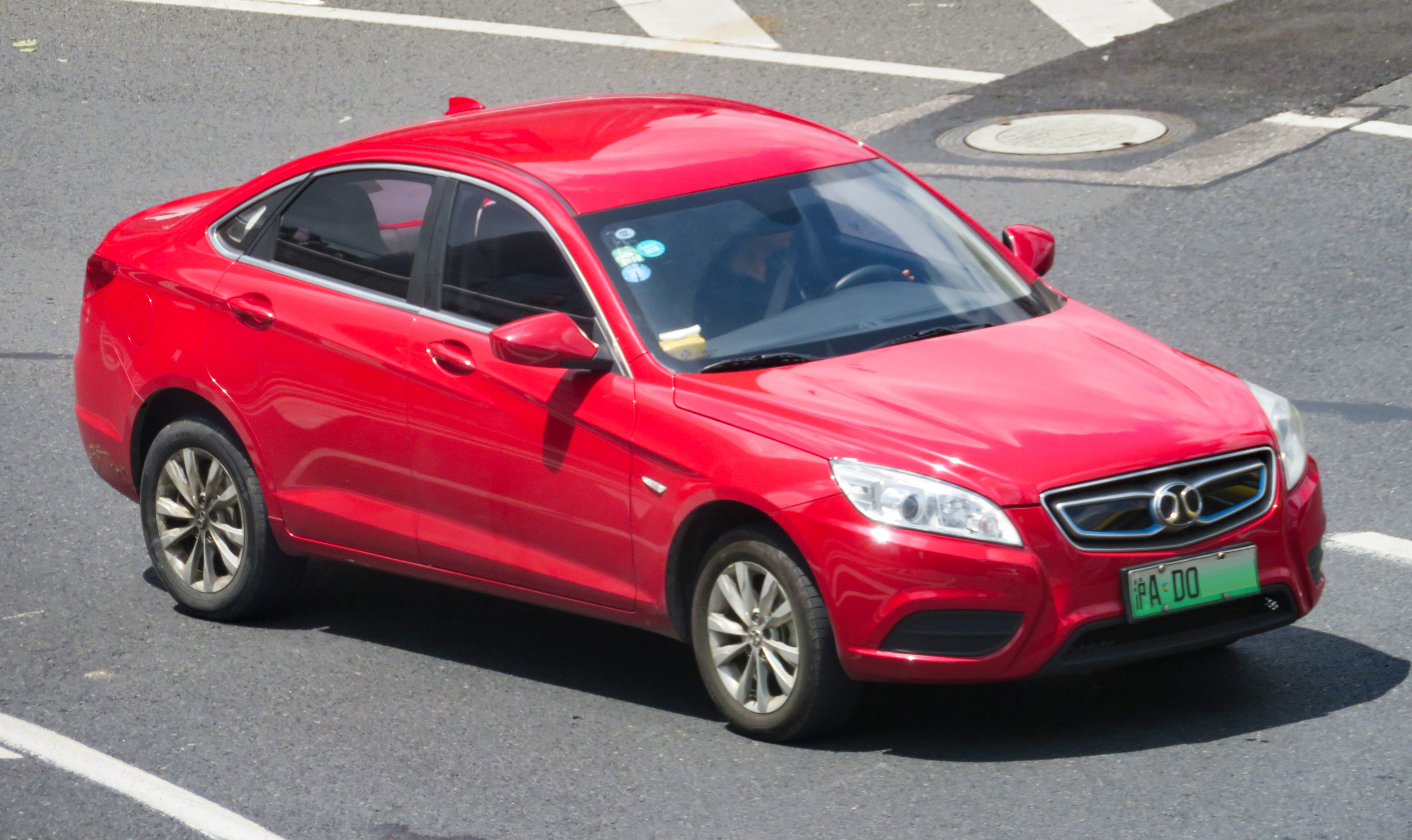
BAIC BJEV EU260

BAIC Senova D50 I został zaprezentowany po raz pierwszy w 2014 roku.
Po tym, jak w 2009 roku chiński koncern BAIC Group kupił od szwedzkiego Saaba platformę i podzespoły techniczne modeli 9-3 i 9-5, po 5 latach zdecydował się wykorzystać technologię mniejszego z nich do opracowania własnego, kompaktowego modelu z linii Senova. Na miejsce debiutu, BAIC wybrał Shanghai Auto Show 2014.
Równocześnie, samochód otrzymał autorski projekt nadwozia i kabiny pasażerskiej, charakteryzując się awangardową stylizacją z aerodynamicznie ukształtowanym przodem, podwójnymi zadartymi ku górze przetłoczeniami, a także łagodnie opadającą linią dachu.
Pod kątem technicznym, BAIC konstruując model Senova D50 zdecydował się wykorzystać z 1,5-litrowych silników benzynowych konstrukcji japońskiego Mitsubishi, które zostały połączone zarówno z 5-biegową manualną, jak i bezstopniową przekładnią CVT.

### BJEV EU260/EU400
W listopadzie 2015 roku BAIC zdecydował się wzbogacić swoją ofertę także o elektryczny wariant, który zasilił linię pmodelową BJEV dedykowaną dla samochodów o tym napędzie. BAIC BJEV EU260 napędzany był silnikiem elektrycznym o mocy 136 KM, który razem z baterią o pojemności 41 kWh maksymalny zasięg na jednym ładowaniu równy 260 kilometrom.

### Silniki
- R4 1.5l A151
- R4 1.5l A151 Turbo

## Druga generacja

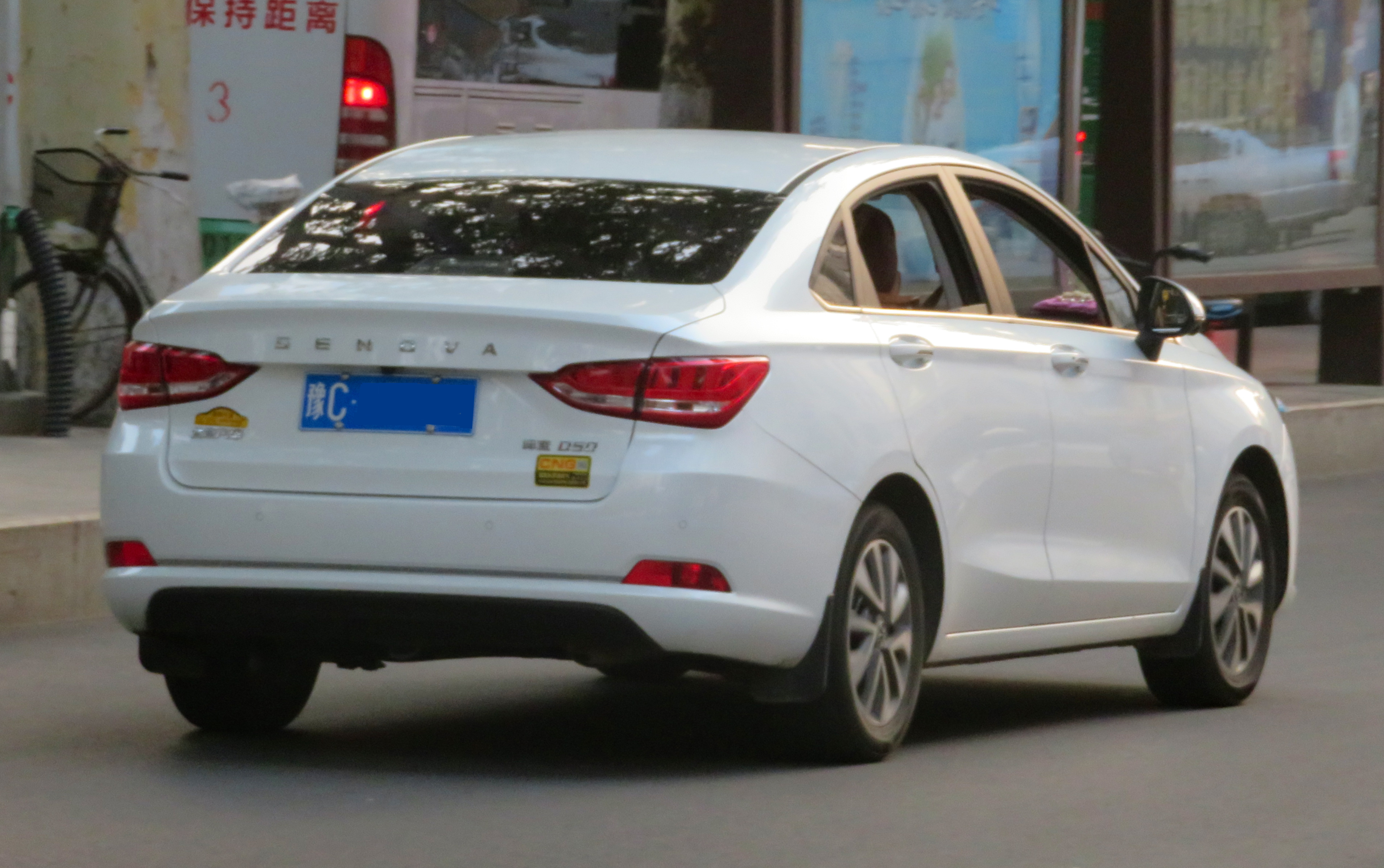
BAIC Senova D50 II - tył

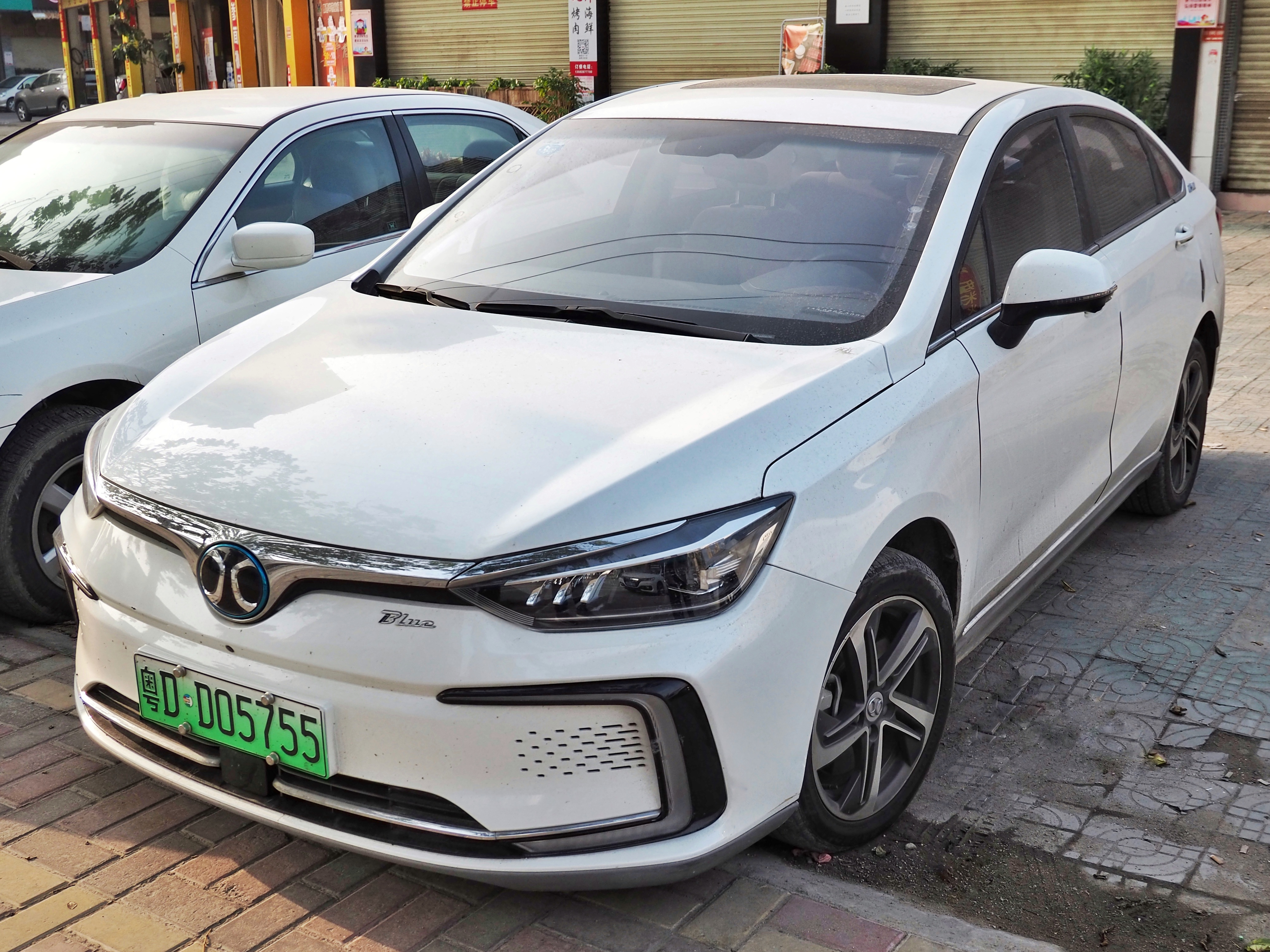
BAIC BJEV EU5

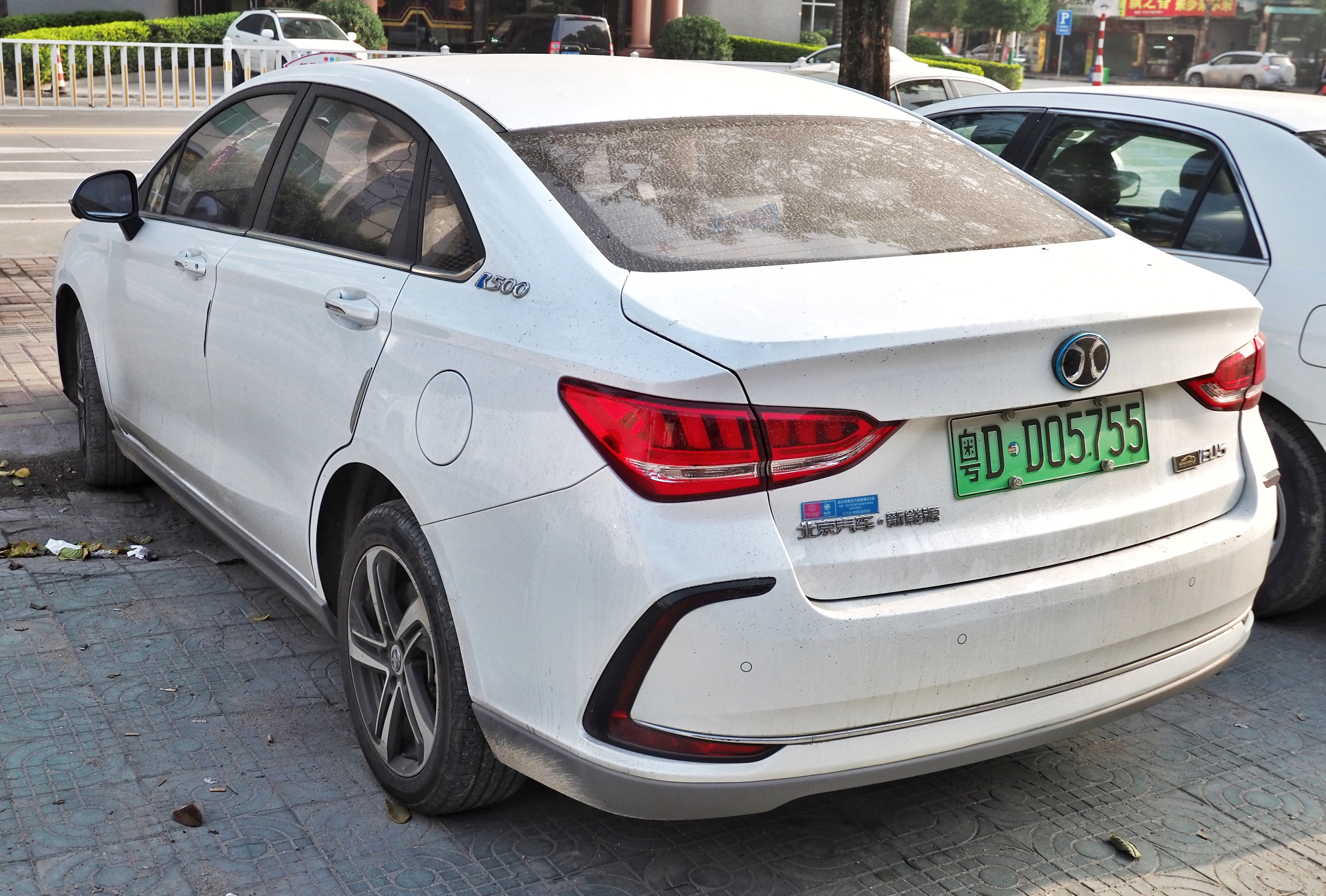
BAIC BJEV EU5 - tył

BAIC Senova D50 II został zaprezentowany po raz pierwszy w 2017 roku.
Zaledwie po 3 latach produkcji dotychczasowego wcielenia, BAIC zdecydował się przedstawić durgą generację Senovy D50 opracowaną od podstaw jako nowa konstrukcja, tym razem zbudowaną wspólnie z bliźniaczym modelem Changhe A6.
Samochód przy zachował nowe proporcje nadwozia, z wyżej poprowadzoną linią okien, jednolitym przetłoczeniem i jeszcze łagodniej opadającą linią dachu za zasługą bardziej pochylonych słupków. Pas przedni został utrzymany w nowym wówczas języku stylistycznym marki BAIC, upodabniając go do innych modeli dużym, trapezoidalnym wlotem powietrza z umieszczonym wysoko logo producenta. 
Kabina pasażerska została upodobniona do innego modelu z linii Senova, crossovera X25, zyskując charakterystyczne okrągłe nawiewy w konsoli centralnej i wysoko umieszczony kolorowy wyświetlacz systemu multimedialnego.

### Lifting i zmiana nazwy
We wrześniu 2020 roku, przy okazji restylizacji obejmującej głównie pas przedni, BAIC wprowadził zmiany w swoim nazewnictwie, dotychczasowe linie modelowe BAIC Senova i BAIC BJEV zastępując jedną, samodzielną marką Beijing. W ten sposób, kompaktowy sedan D50 zmenił nazwę na Beijing U5, a elektryczna odmiana zyskała nazwę Beijing EU5.

### BJEV EU5
Podczas Chengdu Auto Show we wrześniu 2019 roku BAIC MotorBAIC przedstawił w pełni elektryczny wariant, który ponownie zasilił gamę elektrycznych modeli BJEV. Tym razem samochód pod kątem wizualnym zyskał głębsze zmiany odróżniające go od spalinowej odmiany, na czele z wyglądem zderzaków. BAIC BJEV EU5 napędzany jest 215-konnym silnikiem elektrycznym, który razem z baterią o pojemności 60,2 kWh umożliwia zasięg na jednym ładwowaniu do 460 kilometrów.

### Silnik
- R4 1.5l A151